# 許無奇
許無奇（？年—？年），號道平，陕西汉中府城固县人。明末政治人物。

## 生平
萬曆三十四年（1606年）丙午科陕西乡试舉人，崇祯四年（1631年）辛未科进士，通政司观政，七年调任河南太康县知县。